# Sello (Lalín)
Sello (oficialmente Santiago de Sello) es una parroquia española del municipio de Lalín, perteneciente a la provincia de Pontevedra, en la comunidad autónoma de Galicia.

## Historia
Hacia mediados del siglo XIX, el lugar, ya por entonces perteneciente a Lalín, tenía contabilizada una población de 160 habitantes. Aparece descrito en el decimocuarto volumen del Diccionario geográfico-estadístico-histórico de España y sus posesiones de Ultramar de Pascual Madoz con las siguientes palabras:

SELLO (Santiago): felig. en la prov. de Pontevedra (10 leg.), part. jud. y ayunt. de Lalin, dióc. de Lugo (10). sit. en terreno montuoso, al E. de la cap. del part., con libre ventilacion y clima sano. Tiene 32 casas en las ald. de Burgo, Casa do vento, Orta, Sello, Valado y Vilamea. La igl. parr. (Santiago) está servida por un cura de provision en concurso. Confina NO. parr. de Bermes; la de Erbo al NE., y Goyas al SE. El terreno es de mediana calidad. prod.: trigo, maiz, centeno, patatas, legumbres y pastos; se cria ganado vacuno, lanar y cabrío; y caza de conejos, liebres y perdices. pobl.: 32 vecinos, 160 almas. contr.: con su ayunt. (V.).
(Madoz, 1849, pp. 167-168)

En 2022, tenía empadronados 261 habitantes.